# Gichin Funakoshi
Gichin Funakoshi (船越 義珍; Shuri, Okinawa, 10. studenog 1868. – Tokio 26. travnja 1957.), japanski majstor borilačkih vještina, osnivač karate stila šotokan, najpoznatijeg stila ove vještine. Poznat je kao otac modernog karatea. Bio je prvi glavni majstor Shotokaija. 

## Životopis
Gichin Funakoshi je rođen 10. studenog 1868. godine. Kao dijete bio slabašan i boležljiv. Do 11. godine upoznat će se s borilačkim vještinama Ryukyu škole (stila). Vježbajući kod majstora Asato Ankoa, ubrzo je dostigao svog učitelja i zaјedno s njim počeo važiti za naјboljeg majstora borilačkih vještina u tom polju. Također, učio se karate-jutsu kod majstora Itosu Ankoa. Oba senseija bila su impresionirana plemenitošću njegovog karaktera. Vježbao je u tajnosti jer je vlada Okinawe zabranila vježbanje karatea. Vremenom su zakoni promijenjeni. Ministarstvo obrazovanja je 1902. godine organiziralo demonstraciju borilačkih vještina. Funakoshi je pojednostavio izvođenje kata kako bi bile jednostavnije za učenje. Karate je ušao u sustav tjelesnog obrazovanja javnih škola 1903. godine.
Rokuro Yashiro, admiral japanske carske mornarice posjetio je 1912. Okinawu kako bi upoznao Funakoshija. Kao rezultat karate je postao dio mornaričkog vježbanja. Pet godina kasnije Funakoshi je pozvan u Japan da demonstrira novu vještinu. Uskoro se vratio kući jer prikaz nije pobudio veće zanimanje. Japanski prijestolonasljednik posjetio je Okinawu 1912. godine. U dvorcu Shuri održana je demonstracija karatea. Prijestolonasljednik je bio oduševljen prikazom, te je pozvao Funakoshija ponovno u Japan. Bila je to prekretnica. Umjetnost borbe golih ruku pobudila je veliko zanimanje. 
1930. godine Funakoshi je osnovao udrugu nazvanu Dai-Nihon Karate-do Kenkyukai radi promicanja komunikacije i razmjene informacija među ljudima koji studiraju karate. Godine 1935. Funakoshi je napisao knjigu Karate-do Kyohan u kojoj je promijenio značenje simbola T'ang u kara "prazno" te dodao nastavak do što znači "put". Oslobađanje od misli - puna koncentracija je duševno stanovište karatea. Godine 1936. Dai-Nippon Karate-do Kenkyukai promijenio je ime u Dai-Nippon Karate-do Shotokai. Naziv je dobiven prema nadimku Funakoshija koji je također bio i pjesnik. Nadimak Shoto znači "ljuljanje borova", a kan znači "škola". Udruga je danas poznata kao Shotokai i službeni je čuvar Funakoshijeve karate baštine.
Gichin Funakoshi je umro u Tokiju 1957. godine.

## Djela
- Tō-te Ryūkyū Kenpō (1922)
- Karate Jutsu (1925)
- Karate-Do Kyohan (1935)
- Karate-Do Kyohan: The Master Text (1973)
- The Twenty Guiding Principles of Karate: The Spiritual Legacy of the Master (1975)
- Karate-Do: My Way of Life (1981)
- Karate-Do Nyumon: The Master Introductory Text (1994)
- The Essence of Karate (2010)

## Vanjske poveznice
- Supreme master Gichin Funakoshi